# Nikołaj Wołkowyski
Nikołaj Moisiejewicz Wołkowyski, ros. Николай Моисеевич Волковысcкий (ur. w 1881 r., zm. ?) – rosyjski, a następnie emigracyjny dziennikarz i publicysta.
Studiował na wydziale historyczno-filologicznym uniwersytetu w Charkowie, skąd przeniósł się na wydział historyczny uniwersytetu w Sankt Petersburgu. Podczas studiów rozpoczął karierę literacką. Pisał też artykuły literackie do prasy rosyjskiej. Następnie objął funkcję redaktora oddziału petersburskiego gazety moskiewskiej „Utro Rossii”. Był współzałożycielem Domu Literatów w Piotrogrodzie. Wchodził w skład kierownictwa piotrogradzkiego oddziału Związku Pisarzy. W sierpniu 1922 r. został aresztowany przez władze sowieckie. W listopadzie tego roku wraz z grupą naukowców i działaczy kultury został odesłany do Niemiec. Od końca 1922 r. kontynuował pisać artykuły literackie w emigracyjnych pismach rosyjskich. W 1923 r. w Berlinie został korespondentem kowieńskiej gazety „Echo”. W 1933 r. przeniósł się na krótko do Pragi. W 1934 r. zamieszkał w Warszawie. Pełnił funkcję miejscowego korespondenta kilku emigracyjnych gazet rosyjskich. Używał pseudonimów „T. Karienin”, „Siergiej Mierkułow”, „D. Faszczewski” i „D. F.” Po ataku wojsk niemieckich, a następnie sowieckich na Polskę we wrześniu 1939 r., przedostał się prawdopodobnie do Krzemieńca w rejonie Tarnopola, skąd ostatnie informacje o nim pochodzą z sierpnia 1940 r.